# Thin Man
Thin Man fue el nombre en clave de una bomba nuclear de tipo balístico (o cañón) de plutonio con plutonio-239 que Estados Unidos estuvo desarrollando durante el Proyecto Manhattan. Se abortó su desarrollo al descubrirse que la tasa de fisión espontánea del plutonio de su reactor reproductor era demasiado alta para su uso en un diseño balístico, algo debido a la alta concentración del isótopo plutonio-240.

## Primeras decisiones
En 1942, antes de que el Ejército se hiciera cargo de la investigación atómica en tiempos de guerra, Robert Oppenheimer celebró conferencias en Chicago en junio y en Berkeley (California), en julio, en las que varios ingenieros y físicos discutieron cuestiones de diseño de las bombas nucleares. Se eligió un diseño de tipo balístico, en el que dos masas subcríticas se unirían disparando una "bala" contra un "objetivo". La idea de un arma nuclear de implosión fue sugerida por Richard Tolman, pero apenas fue tenida en cuenta.
Oppenheimer, al revisar sus opciones a principios de 1943, dio prioridad al arma de tipo balístico, pero como protección contra la amenaza de la predetonación, creó el Grupo E-5 en el Laboratorio de Los Álamos bajo la dirección de Seth Neddermeyer para investigar la implosión. Se determinó que las bombas de tipo explosivo eran significativamente más eficientes en términos de rendimiento explosivo por unidad de masa de material fisible en la bomba, porque los materiales fisibles comprimidos reaccionan más rápidamente y, por lo tanto, más completamente. Se decidió que el arma de plutonio recibiría la mayor parte del esfuerzo de investigación, ya que era el proyecto con la menor cantidad de incertidumbre posible. Se asumió que la bomba de tipo cañón de uranio podría adaptarse más fácilmente a partir de ella.
Los diseños de tipo balístico y de tipo implosión se denominaron en clave "Thin Man" y "Fat Man" respectivamente. Estos nombres en clave fueron creados por Robert Serber, un antiguo estudiante de Oppenheimer que trabajó en el Proyecto Manhattan. Los eligió por sus formas de diseño; el "Thin Man" sería un aparato muy largo, y el nombre proviene de la novela policíaca de Dashiell Hammett El hombre delgado y de una serie de películas con el mismo nombre. La bomba "Fat Man" sería redonda y gorda y se llamó así por el personaje de Sydney Greenstreet en El halcón maltés (The Maltese Falcon, 1941). "Little Boy" sería el último y se llamaría así únicamente para diferenciarse de "Thin Man".

## Desarrollo

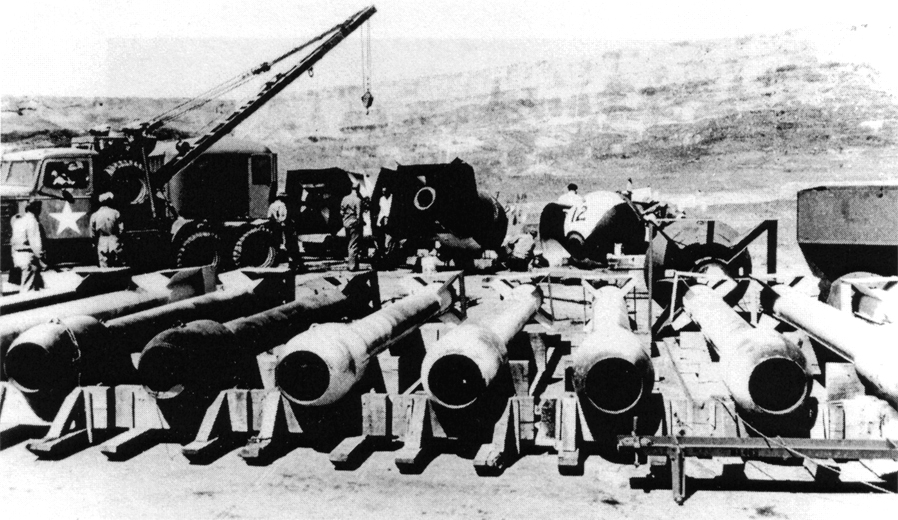
Carcasas de plutonio para la prueba de la Thin Man en la base aérea de Wendover, como parte del Proyecto Alberta del Proyecto Manhattan. Las de la Fat Man son visibles al fondo.

Oppenheimer reunió a un equipo en el Laboratorio de Los Álamos para trabajar en el diseño de armas de plutonio que incluía al ingeniero Edwin McMillan y a los físicos Charles Critchfield y Joseph Hirschfelder. Critchfield había estado trabajando con sabots, los cuales Oppenheimer creía que serían requeridos por la Thin Man para alcanzar las altas velocidades de salida que requeriría un ensamblaje crítico. Hirschfelder había estado trabajando en balística interna. Oppenheimer lideró el esfuerzo de diseño hasta junio de 1943, cuando el capitán de navío William Sterling Parsons llegó y se hizo cargo de la División de Ordenación e Ingeniería y de la gestión directa del proyecto "Thin Man".
Estas cuatro personas crearon y probaron todos los elementos del diseño de Thin Man entre abril de 1943 y agosto de 1944. Parsons, que había desarrollado la espoleta de proximidad para la Marina, dirigía la división y se encargaba del enlace con otras agencias. Como jefe del grupo de proyectiles, blancos y recursos del E-6, Critchfield calculó las masas críticas e instituyó un sistema de pruebas en vivo con modelos a escala utilizando cañones de 20 mm y cañones de 3 pulgadas. Si bien la producción de tubos Thin Man a escala real llevó meses, estos se obtuvieron fácil y rápidamente. No fue posible realizar pruebas con plutonio, ya que aún no estaba disponible. De hecho, las características físicas reales del metal eran poco más que conjeturas fundamentadas en ese momento.
Hirschfelder dirigió el Grupo de Balística Interior E-8. Su grupo realizó cálculos matemáticos, pero también tuvo que identificar una pólvora adecuada, un ignitor y una cápsula fulminante. Su grupo llevó a cabo pruebas a gran escala con sus selecciones. Determinar el tamaño físico de la bomba demostró ser importante a la hora de seleccionar un avión adecuado para transportarla. El grupo E-8 estimó la velocidad de salida del cañón en unos 3000 pies por segundo (910 m/s), cercana al máximo alcanzable en 1944, y calculó que la presión en el cañón sería de hasta 75 000 libras por pulgada cuadrada (520 000 kPa).
Aunque los diseñadores del arma pensaron que bastaría con reunir una masa crítica, Serber sugirió que el diseño también debería incluir un iniciador. Se eligió un iniciador de polonio-210-berilio porque el polonio-210 tiene 140 días de periodo de semidesintegración, lo que permitía que se almacenara, y podía obtenerse de minerales naturales de Port Hope, Ontario. Oppenheimer solicitó que también se fabricara en el reactor de grafito X-10 en Oak Ridge (Tennessee) o, cuando estuvieran disponibles, en los reactores de Hanford Site.

## Especificaciones
El diseño de "Thin Man" fue un diseño temprano de armas nucleares propuesto antes de que el plutonio se hubiera obtenido con éxito en un reactor nuclear a partir de la irradiación de uranio-238. Se suponía que el plutonio, como el uranio-235, podía ensamblarse en una masa crítica mediante un método de tipo balístico, que simplemente implicaba disparar una pieza subcrítica a otra. Para evitar la predetonación o el "fuego largo", la "bala" de plutonio tendría que ser acelerada a una velocidad de por lo menos 3000 pies por segundo (910 m/s), o de lo contrario la reacción de fisión comenzaría antes de que el ensamblaje estuviera completo, estallando el dispositivo prematuramente.
Thin Man tenía 17 pies (5,2 m) de largo, con una cola de 38 pulgadas (97 cm) de ancho y ensamblajes de morro y una sección media de 23 pulgadas (58 cm). La longitud era necesaria para que la "bala" de plutonio alcanzara la velocidad adecuada antes de alcanzar el "objetivo". El peso era de unas 8000 libras (3600 kg) para el modelo final del arma. No había ningún avión en el inventario de los Aliados que pudiera transportar a un Thin Man sin ser modificado. Sin embargo, el Boeing B-29 Superfortress estadounidense podría modificarse para llevarla quitando parte del mamparo bajo el larguero del ala principal y algunos tanques de oxígeno ubicados entre sus dos zonas de carga de bombas.

## Cuestiones de diseño

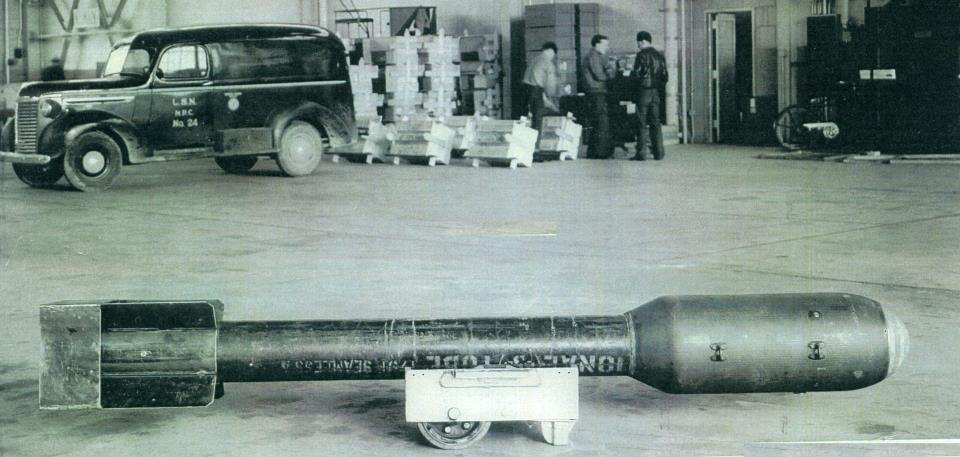
Modelo de Thin Man a escala 14/23

### Aerodinámica
La gran longitud de la bomba Thin Man provocó inestabilidades aerodinámicas. Se lanzaron modelos a subescala de la bomba desde un Grumman TBF Avenger en el campo de pruebas de la Marina en Dahlgren (Virginia), a partir de agosto de 1943. Las bombas giraban de lado después de lanzarlas y se rompían cuando caían al suelo.
En marzo de 1944 se realizaron 24 lanzamientos antes de que se interrumpieran las pruebas para poder mejorar la Thin Man. Las bombas no se detonaban de inmediato, lo que frustró las pruebas de calibración. En lo que resultó ser el último vuelo de prueba de la serie, el 16 de marzo, una Thin Man se detonó prematuramente mientras el B-29 aún se dirigía al campo de pruebas y cayó sobre las puertas de la bahía de carga, dañando severamente el avión.  Los mecanismos modificados de gancho de remolque utilizados para suspender la bomba en la bahía de carga habían causado las cuatro averías, debido al gran peso de las bombas. Fueron reemplazados por aditamentos de un solo punto del tipo G británico y lanzamientos de tipo F como los que se usaban en el Lancaster para transportar la bomba Tallboy de 5400 kg (12 000 libras).

### Predetonación
La viabilidad de una bomba de plutonio había sido cuestionada en 1942. El 14 de noviembre, James Conant escuchó de Wallace Akers, director del proyecto británico Tube Alloys, que James Chadwick había "llegado a la conclusión de que el plutonio podría no ser un material fisible práctico para las armas debido a las impurezas". Conant consultó a Ernest Lawrence y Arthur Compton, quienes reconocieron que sus científicos de Berkeley y Chicago, respectivamente, conocían el problema, pero no podían ofrecer una solución inmediata. Conant informó al director del Proyecto Manhattan, el general de brigada Leslie R. Groves, quien a su vez reunió a un comité especial compuesto por Lawrence, Compton, Oppenheimer y McMillan para examinar el asunto. El comité concluyó que cualquier problema podría superarse exigiendo una mayor pureza.
En abril de 1944, los experimentos de Emilio G. Segrè y su grupo P-5 en Los Álamos sobre el nuevo plutonio producido en los reactores de Oak Ridge y Hanford Site demostraron que contenía impurezas en forma del isótopo plutonio-240. Esta tiene una tasa de fisión espontánea mucho más alta que la del plutonio-239. El material producido con un ciclotrón sobre el que se habían hecho las mediciones originales tenía mucho menos rastros de plutonio-240. Su inclusión en el plutonio procedente de reactores parecía inevitable. Esto significaba que la tasa de fisión espontánea del plutonio del reactor era tan alta que sería muy probable que se predetonara y estallara durante la formación inicial de una masa crítica. La distancia requerida para acelerar el plutonio a velocidades en las que la predetonación sería menos probable necesitaría un cañón demasiado largo para cualquier bombardero existente o planificado. La única manera de usar plutonio en una bomba viable era la implosión, una tarea de ingeniería mucho más difícil.
La impracticabilidad de una bomba de tipo cañón con plutonio fue acordada en una reunión en Los Álamos el 17 de julio de 1944. Todo el trabajo de tipo cañón en el Proyecto Manhattan fue dirigido entonces al diseño de armas de uranio enriquecido de Little Boy y casi toda la investigación en el Laboratorio de Los Álamos se reorientó en torno a los problemas de implosión de la bomba Fat Man.